# أملج رائع
أملج رائع (الاسم العلمي:Phyllanthus mirabilis) هو نوع من النباتات يتبع جنس الأملج من الفصيلة الأملجية.

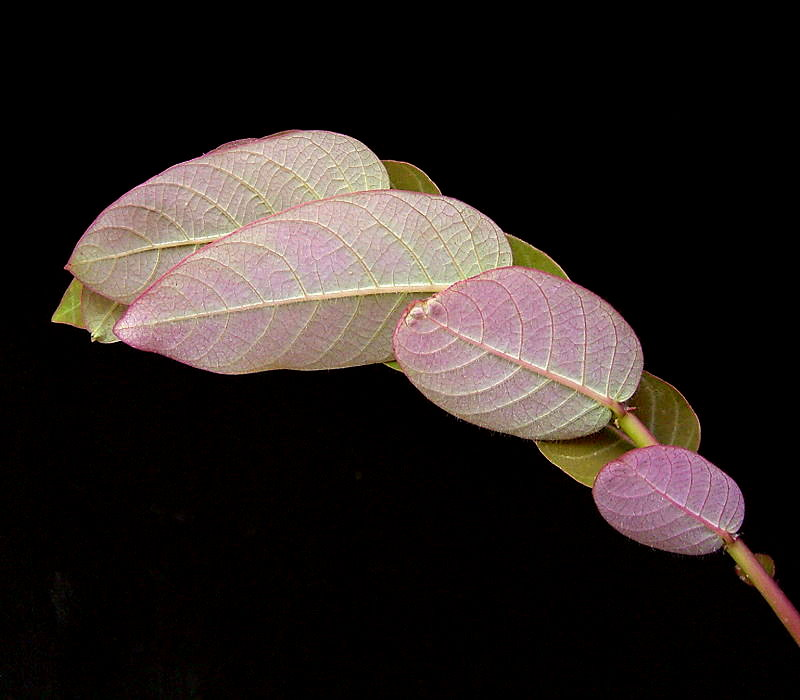
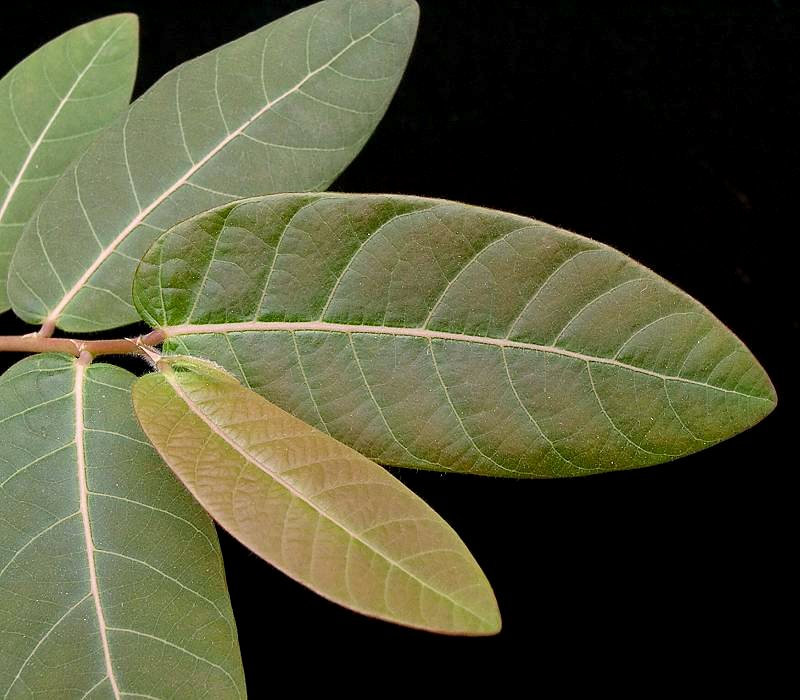
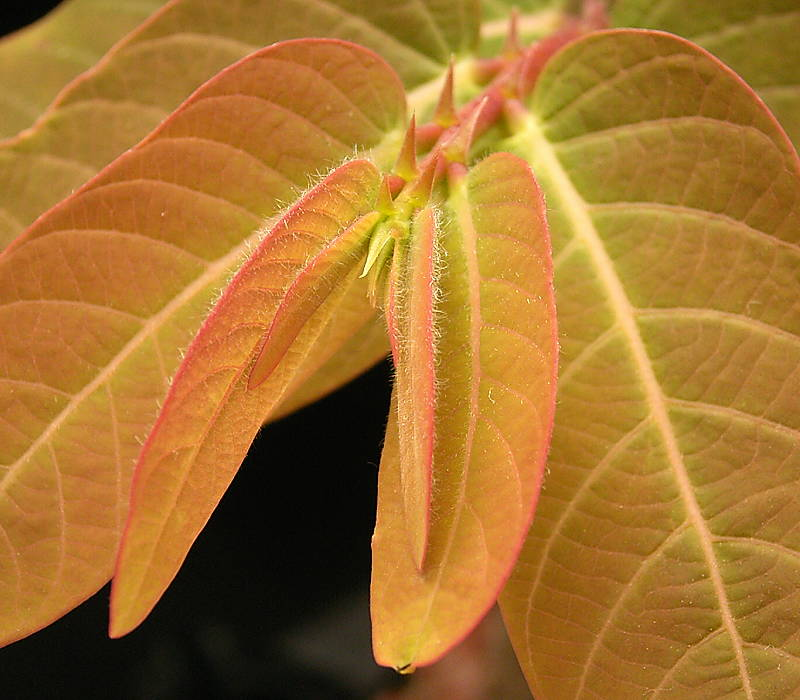
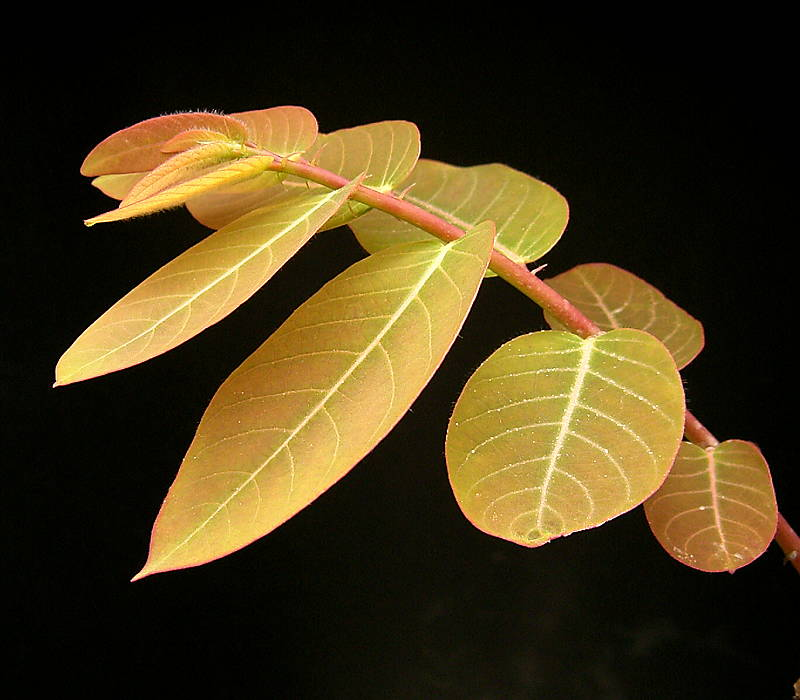
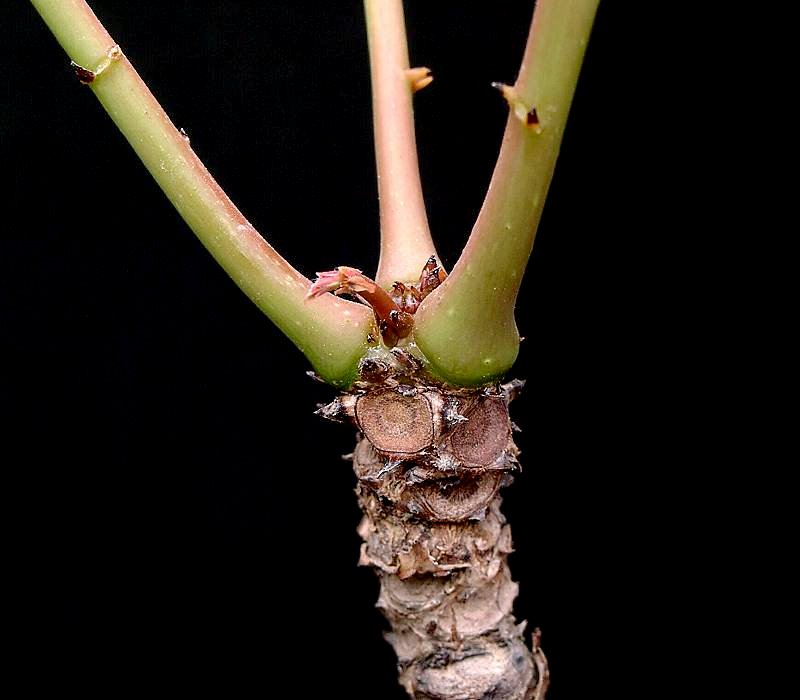
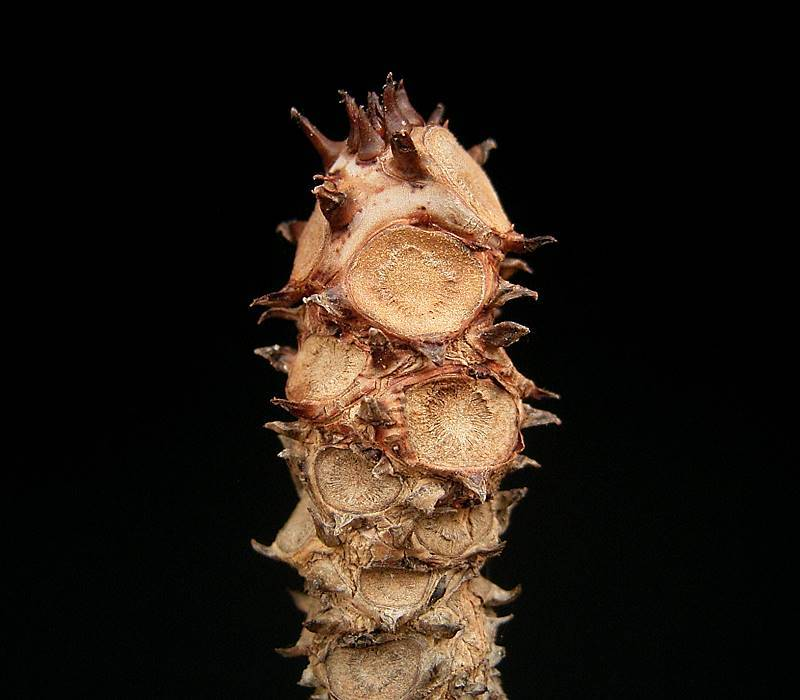